# Nationella militära organisationen
Nationella militära organisationen (polska: Narodowa Organizacja Wojskowa, NOW) var en polsk nationalistisk motståndsrörelse under andra världskriget med cirka 70 000 medlemmar. Den bildades 1939 av medlemmar i Polens nationella parti. Trots att organisationen erkände den polska exilregeringen ville man inte ingå i Armia Krajowa. NOW gick 1942 ihop med Ödleförbundet för att bilda Nationella stridskrafterna (NSZ).